# أزورا
أزورا بنت آدم وحواء وزوجة النبي شيث حسب المصادر العبرية
أزورا هي امرأة اليوبيل الفصل 4 ، وهي ابنة آدم وحواء ، وزوجة وأخت شيث. ولدت أزورا في آنو موندي حوالي 134-140. من قبل شيث أنجب ابنًا اسمه أنوش وابنة.
ادعى ديميتري من روستوف أن زوجة شيث كانت أخته التوأم ، مثل زوجتي قابيل وهابيل 